# Juan Espínola
Juan Gualberto Espínola González (né le 12 juillet 1953 à Asuncion au Paraguay) est un joueur de football international paraguayen, qui évoluait au poste de défenseur.

## Biographie

### Carrière en club
Il passe l'intégralité de sa carrière professionnelle au Club Libertad, où il évolue de 1972 à 1983.
Avec cette équipe, il remporte un titre de Champion du Paraguay en 1976.

### Carrière en sélection
Avec l'équipe du Paraguay, il joue 20 matchs (pour 3 buts inscrits) entre 1975 et 1981. 
Il figure dans le groupe des sélectionnés lors des Copa América de 1975 et de 1979. Il remporte la compétition en 1979.
Il joue également 4 matchs comptant pour les tours préliminaires de la coupe du monde, lors des éditions 1978 et 1982.

## Palmarès
| Club Libertad - Championnat du Paraguay (1) : - Champion : 1976. |  | Paraguay - Copa América (1) : - Vainqueur : 1979. |